# 奇普伦
奇普伦（Chiplun），是印度马哈拉施特拉邦勒德纳吉里县的一个城镇。总人口46213（2001年）。

## 人口
该地2001年总人口46213人，其中男性23331人，女性22882人；0—6岁人口5754人，其中男3060人，女2694人；识字率79.55%，其中男性为82.29%，女性为76.76%。